# Shōko Yoshimura
Shōko Yoshimura (jap. 吉村祥子 Yoshimura Shōko; ur. 14 października 1968) - japońska zapaśniczka walcząca w stylu wolnym. Dziewięciokrotna medalistka mistrzostw świata, złoto w 1989, 1990, 1993, 1994 i 1995. Zdobyła trzy złote medale na mistrzostwach Azji; w 1996, 1997 i 2000. Mistrzyni Oceanii z 2004 roku.